# 1778 Alfvén
1778 Alfvén è un asteroide della fascia principale. Scoperto nel 1960, presenta un'orbita caratterizzata da un semiasse maggiore pari a 3,1557881 UA e da un'eccentricità di 0,1176458, inclinata di 2,47036° rispetto all'eclittica.
L'asteroide è dedicato al premio Nobel per la fisica svedese Hannes Alfvén.